# سيجانوس
لوشيوس إيليوس سيجانوس هو سياسي وقائد عسكري روماني من القرن الأول الميلادي. ولد في سنة 20 ق م لعائلة نبيلة. بدأ كقائد العسكري في الحرس البريتوري الخاص بحماية الإمبراطور أغسطس. بعد وفاة أغسطس زاد نفوذه في حكم طيباريوس ألذي وضع ثقته فيه وأصبح قائد الحرس البريتوري، وأصبح الرجل الأكثر نفوذ في الإمبراطورية بعد الإمبراطور وقد قام بموامراته بالتخلص من عدة رجال مهمين مثل دروسوس يوليوس قيصر ابن الإمبراطور. وقد ذكر المورخين أنه أصبح عشيق ليفيلا وشككوا أن إبنيها التوأم كانا منه، وفي سنة 23 تآمرت معه لأجل قتل زوجها بالسم. استمر نفوذ سيجانوس بالصعود حتى سنة 31 حيث أصبح القنصل. حسب ما ذكره سويتونيوس أنه خطط للانقلاب على الإمبراطور في تلك السنة، لكن الإمبراطور عرف بمخططه وقام بإعدامه. لاحقاً اكتشف الإمبراطور أن زوجة إبنه كانت متورطة بقتله مع سيجانوس بعد اعتراف من زوجة سيجانوس السابقة أبيكاتا، فحكم عليها بالإعدام بالموت جوعاً هي الأخرى في نفس السنة.